# Irské národní muzeum
Irské národní muzeum (irsky: Ard-Mhúsaem na hÉireann) je státní irská muzejní instituce se silným důrazem na národní archeologii, historii, umění a přírodní historii. Národní muzeum je rozděleno na čtyři divize. Tři z nich sídlí v Dublinu - archeologická (Kildare Street), přírodovědná (Merrion Street) a divize dekorativního umění a historie (Arbour Hill). Čtvrtá divize, Muzeum venkovského života otevřené roku 2001, sídlí nedaleko Castlebaru v hrabství Mayo. Za datum vzniku muzea je uváděn rok 1877, kdy bylo založeno Science and Art Museum. Na muzeum dohlíží správní rada, dva její členové jsou nominováni Královskou irskou akademií, jeden Královskou dublinskou společností, zbytek jmenuje vláda. Všechny divize muzea schraňují asi 4 miliony položek a navštíví je ročně přes milion lidí.